# Stephen McGinn
Stephen McGinn (Glasgow, 2 dicembre 1988) è un calciatore scozzese, centrocampista del Falkirk.

## Palmarès

### Club

#### Competizioni nazionali
- Scottish Championship: 1

St. Mirren: 2017-2018
- Scottish League One: 1

Falkirk: 2023-2024